# Cui Zhide
Cui Zhide (né le 11 janvier 1983) est un athlète chinois, spécialiste de la marche athlétique.

## Biographie
Il remporte la médaille d'or du 20 km marche lors des championnats d'Asie 2007, à Amman, dans le temps de 1 h 30 min 21 s 30

### Palmarès
| Date | Compétition              | Lieu      | Résultat | Épreuve         | Performance        |
| ---- | ------------------------ | --------- | -------- | --------------- | ------------------ |
| 2007 | Championnats d'Asie      | Amman     | 1er      | 20 km marche    | 1 h 30 min 21 s 30 |
| 2007 | Jeux mondiaux militaires | Hyderabad | 1er      | 20 000 m marche | 1 h 23 min 43 s 0  |

### Records
| Épreuve      | Performance     | Lieu | Date          |
| ------------ | --------------- | ---- | ------------- |
| 20 km marche | 1 h 17 min 53 s | Cixi | 23 avril 2005 |